# Publicidad virtual

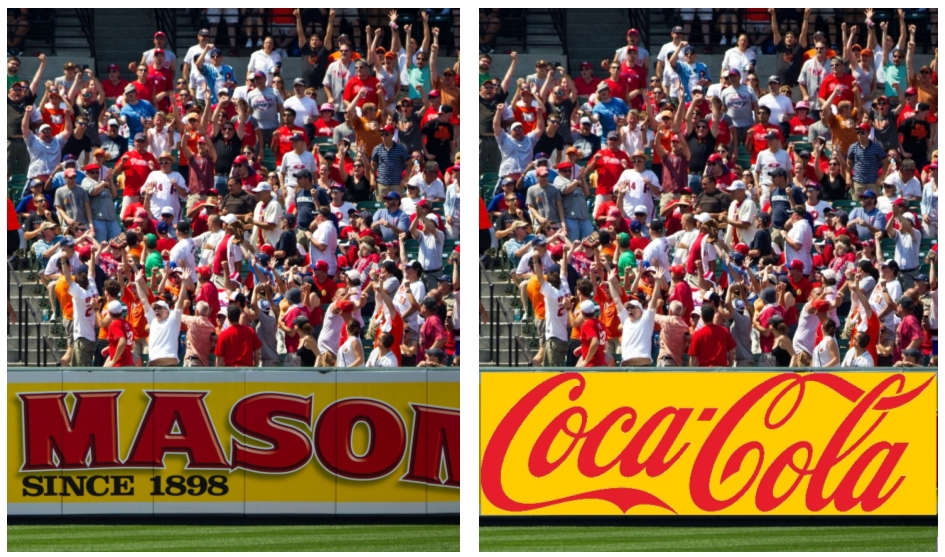
Ejemplo de Publicidad virtual

La publicidad virtual es el procedimiento utilizado en el dominio de la teledifusión que permite reemplazar publicidad real (carteles al borde de un estadio, logos sobre un escenario de televisión) por imágenes publicitarias que aparecen en la pantalla, superpuesta a ella a fin de reemplazarla a los ojos del telespectador que tiene la impresión de que esta publicidad está realmente al borde del estadio.

## Utilización
Como los derechos de publicidad en las inmediaciones de un estadio son a menudo propiedad del club local, las empresas de retransmisiones televisadas tienen todo el interés en reemplazar esta publicidad sobre la pantalla ya que poseen los derechos para ello y que el público susceptible de verla es mucho más amplio que el situado en el estadio.
Por ejemplo, la Fox Sports Net sitúa sus mensajes virtuales sobre el cristal situado detrás de la portería de hockey sobre hielo,  publicidad que no es visible más que para la televisión. Ocurre lo mismo para el canal RDS en Quebec. 
Estas tecnologías son utilizadas igualmente en la retransmisión de deportes en el extranjero: por ejemplo, un partido español será difundido en México con publicidad mexicana. Finalmente, los nuevos medios de comunicación, como los teléfonos inteligentes, comienzan a utilizar esta tecnología con derechos publicitarios específicos.

## Tecnología
Para permitir esta inserción, es imprescindible el uso de varias tecnologías: reconocimiento automático de los límites del terreno de juego, detección de los planos de corte y reconocimiento de la superficie de juego.
Generalmente un operador particular se dedica a esta operación pero cada vez se utiliza más el Operador LSM a tal efecto.

## Sistemas comerciales
- EpsioAir de EVS